# GEA Westfalia Separator
GEA Westfalia Separator Group GmbH est une entreprise allemande, filiale du groupe GEA. Son siège social est à Oelde, en Allemagne.
GEA Westfalia Separator est spécialisé dans la fabrication de centrifugeuse industrielles à destination de l'industrie pétrolière et agro-alimentaire.

## Histoire
1893-1900
Le 1er septembre 1893, les beaux-frères Franz Ramesohl et Franz Schmidt ouvrent un atelier à Oelde sous le nom de Ramesohl & Schmidt oHG . Avec cinq employés, deux tourneurs et trois serruriers, ils ont commencé à produire des séparateurs de lait, qui coûtaient initialement entre 200 et 320 marks. Un an seulement après la création de l'entreprise, le nombre d'employés est passé à 20 et les installations de production ont été agrandies par un autre bâtiment. En 1897, la production annuelle était de 2 000 centrifugeuses avec un effectif de 60 personnes.
La société a été transformée en société anonyme en 1899 par le biais d'un contrat d'association . Le capital social était de 1 000 actions à 1 000 marks chacune et le chiffre d'affaires était de 501 068 marks. En 1900, environ 10 000 centrifugeuses à lait de Ramesohl & Schmidt AG étaient déjà en service.
1901-1910

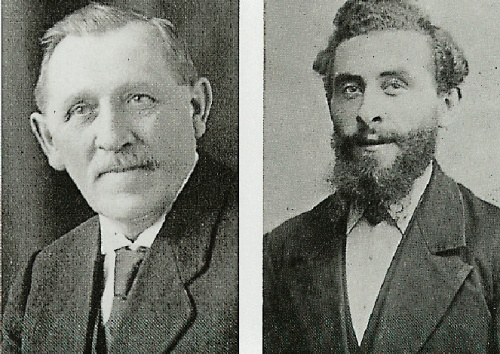
Les fondateurs Franz Ramesohl et Franz Schmidt

En 1901, la production de motos a commencé et s'est arrêtée de nouveau peu de temps après la même année. En 1906, l'entreprise, qui compte aujourd'hui 110 employés, se lance dans la fabrication d'automobiles. En 1907, le premier séparateur pour séparer les mélanges huile minérale-eau a été utilisé. Un véhicule préservé figurait dans la liste des participants des Classic Days en 2018.
1911-1920
En 1913, une concurrence acharnée oblige l'entreprise à interrompre la production de la Westfalia Motorwagen, malgré des chiffres initialement prometteurs. En 1915, Werner Habig est nommé directeur et membre du conseil d'administration. La même année, les trois membres du conseil d'administration Richard Riefenberg, August Strothmann et le membre fondateur Franz Ramesohl ont démissionné et Werner Habig a rejoint l'entreprise. Il a dirigé Westfalia Separator jusqu'en 1971.
1921-1930
En 1926, la production a été élargie pour inclure des machines à traire à godets. Le premier système de traite mobile pour le pâturage a été présenté au public en 1927 lors de l'exposition agricole de Dortmund. En 1929, la société a fondé Westfalia Separator Inc., la première société GEA aux États-Unis.
1931-1940
En 1931, la société lance le premier séparateur autonettoyant. Le cofondateur Franz Schmidt décède le 18 mars 1937. En 1940, les ventes dépassent pour la première fois les 10 millions de Reichsmarks (RM).
1941-1950
Ramesohl & Schmidt AG a été rebaptisée Westfalia Separator AG le 29 septembre 1941. La même année, Westfalia Separator a construit la première machine à beurre fonctionnant en continu. Pendant les années de guerre, la production s'est pratiquement arrêtée et les ventes sont tombées à un creux de près de 2,5 millions de RM à la fin de la guerre. La reconstruction a commencé en 1946 et dans la mesure où des matériaux ont pu être trouvés, une grande variété de constructions internes ont été conçues et fabriquées, notamment des essoreuses, des scies circulaires, des lampes, des traîneaux, des chandeliers, des scooters, des armoires, des jouets et des machines à écrire en braille.
1950-1960
Dans les années qui ont suivi, des séparateurs ainsi que des systèmes de traite et d'alimentation ont été développés et produits à nouveau. Westfalia Separator est devenu le leader du marché en Allemagne. Dès 1954, l'entreprise exportait ses produits dans 70 pays. Le premier décanteur a été construit en 1955.
1961-1970
En 1962, après seulement un an de construction, la succursale de Niederahr a été mise en service. La succursale de Château-Thierry en France a suivi en 1963. En 1965, la fabrication de séparateurs manuels a été arrêtée. En 1966, le magazine des employés Dietrommel a été publié pour la première fois et a été publié six fois par an depuis. En 1967, le chiffre d'affaires de Westfalia Separator dépasse pour la première fois la barre des 100 millions de DM , la plus grande partie du chiffre d'affaires étant réalisée à l'exportation. En 1968, la gamme de produits comprenait 70 modèles de séparateurs différents dans 350 versions différentes.
1971-1980
En 1971, Werner Habig demanda au conseil de surveillance de le relever de ses fonctions de membre du conseil d'administration ; son successeur était Otto Müller-Habig. Werner Habig devient président du conseil de surveillance en remplacement de son frère Leo Habig. En 1973, les ventes ont dépassé la barre des 200 millions de DM et la part des exportations est passée à 59 %.
1981-1990
En 1987, l'entreprise a été scindée en divisions Westfalia Separator Agricultural Engineering et Westfalia Separator Separation Technology afin d'assurer plus de transparence et de définir plus clairement les responsabilités. En 1988, l'entreprise a lancé la gamme de machines agricoles à technologie de traite Miele en tant que deuxième gamme de produits dans le segment des machines agricoles. Westfalia Separator AG a réalisé son chiffre d'affaires le plus élevé à ce jour avec 530 millions de DM en 1989. Le nombre d'employés est passé à plus de 3 000 pour la première fois. A cette époque, il y avait 23 filiales à l'étranger. En 1990, la société avait reçu 450 brevets, dont 210 étaient des inventions indépendantes. Plus de 1 000 brevets ont été déposés à l'échelle internationale en 1990.
1990-2000
Westfalia Separator fait partie du groupe GEA (basé à Düsseldorf) depuis 1994. La division des technologies agricoles a été scindée en 1996 et est devenue une société distincte appelée GEA Farm Technologies .
Depuis 2000
L'association Nothilfe Westfalia Separator eV a été fondée en 2004 et s'engage pour une aide non bureaucratique aux employés dans le besoin et pour des projets sociaux à Oelde. L'atelier agréé a été fondé à Tianjin en 2007 afin de pouvoir encore mieux servir le marché chinois. Le 13 février 2008, la forme sociale de Westfalia Separator AG a été modifiée et la société exerce ses activités depuis lors sous le nom de GEA Westfalia Separator GmbH .
GEA Westfalia Separator fait partie de la division Separation & Flow Technologies du groupe GEA depuis le 1er janvier 2020 .

## Implantations
GEA Westfalia Separator est aussi implantée dans les pays suivants :
- Oelde  Allemagne ;
- Niederahr  Allemagne ;
- Château-Thierry  France ;
- Bengaluru  Inde ;
- Wuqing  Chine.